# Хоссейни, Маджид
Маджид Хоссейни (перс. مجید حسینی‎; род. 20 июня 1996, Кередж, Тегеран) — иранский футболист, защитник клуба «Кайсериспор» и сборной Ирана.

## Клубная карьера
Маджид Хоссейни — воспитанник иранского клуба «Сайпа». В ноябре 2014 года он перешёл в тегеранский «Эстегляль». 1 декабря того же года Хоссейни дебютировал в иранской Про-лиге, выйдя на замену в самой концовке домашнего матча против «Рах Ахана». В самом конце 2015 года защитник был отдан в аренду на полгода в «Рах Ахан». 8 апреля 2016 года он забил свой первый гол в рамках Про-лиги, сравняв счёт в гостевой игре с командой «Гостареш Фулад».
23 июля 2018 года Хоссейни перешёл в турецкий «Трабзонспор», заключив контракт на два года с опцией продления ещё на год.

## Карьера в сборной
19 мая 2018 года Маджид Хоссейни дебютировал в составе сборной Ирана в домашней товарищеской игре против команды Узбекистана, выйдя в основном составе. Он был включён в состав сборной Ирана на чемпионат мира по футболу 2018 года в России.

## Достижения

### «Эстегляль»
- Обладатель Кубка Ирана: 2017/18

### «Трабзонспор»
- Обладатель Кубка Турции: 2019/20
- Обладатель Суперкубка Турции: 2020

## Статистика выступлений

### Клубная
| Выступление      | Выступление      | Выступление      | Чемпионат | Чемпионат | Национ. кубки | Национ. кубки | Междун. кубки | Междун. кубки | Итого | Итого |
| Клуб             | Лига             | Сезон            | Игры      | Голы      | Игры          | Голы          | Игры          | Голы          | Игры  | Голы  |
| ---------------- | ---------------- | ---------------- | --------- | --------- | ------------- | ------------- | ------------- | ------------- | ----- | ----- |
| Эстегляль        | Про-лига         | 2014/15          | 3         | 0         | 0             | 0             | 0             | 0             | 3     | 0     |
| Эстегляль        | Итого            | Итого            | 3         | 0         | 0             | 0             | 0             | 0             | 3     | 0     |
| Рах Ахан         | Про-лига         | 2015/16          | 9         | 2         | 0             | 0             | 0             | 0             | 9     | 2     |
| Рах Ахан         | Итого            | Итого            | 9         | 2         | 0             | 0             | 0             | 0             | 9     | 2     |
| Эстегляль        | Про-лига         | 2016/17          | 16        | 1         | 2             | 0             | 3             | 0             | 21    | 1     |
| Эстегляль        | Про-лига         | 2017/18          | 22        | 0         | 4             | 1             | 5             | 0             | 31    | 1     |
| Эстегляль        | Итого            | Итого            | 38        | 1         | 6             | 1             | 8             | 0             | 52    | 2     |
| Всего за карьеру | Всего за карьеру | Всего за карьеру | 50        | 3         | 6             | 1             | 8             | 0             | 64    | 4     |

### В сборной
| Матчи и голы Маджида Хоссейни за сборную Ирана | Матчи и голы Маджида Хоссейни за сборную Ирана | Матчи и голы Маджида Хоссейни за сборную Ирана | Матчи и голы Маджида Хоссейни за сборную Ирана | Матчи и голы Маджида Хоссейни за сборную Ирана | Матчи и голы Маджида Хоссейни за сборную Ирана | Матчи и голы Маджида Хоссейни за сборную Ирана |
| №                                              | Дата                                           | Место проведения                               | Соперник                                       | Счёт                                           | Голы                                           | Соревнование                                   |
| ---------------------------------------------- | ---------------------------------------------- | ---------------------------------------------- | ---------------------------------------------- | ---------------------------------------------- | ---------------------------------------------- | ---------------------------------------------- |
| 1                                              | 19 мая 2018                                    | Азади, Тегеран                                 | Узбекистан                                     | 1:0                                            | —                                              | товарищ.                                       |
| 2                                              | 15 июня 2018                                   | Санкт-Петербург, Санкт-Петербург               | Марокко                                        | 1:0                                            | —                                              | чемпионат мира 2018                            |

Итого: 2 матча / 0 голов; teammelli.com.